# BMW・S1000RR
S1000RRは、BMWが2009年から発売している水冷4ストロークDOHC4バルブの排気量999ccのオートバイである。また本項ではS1000RRの更なるハイパフォーマンスモデルであるM1000RRについても解説を行う。

## 概要
BMWがFIMスーパーバイク世界選手権(SBK)参戦のためのホモロゲーションモデルとして開発を開始したスーパースポーツモデルである。並列4気筒エンジン、チェーン駆動、フロントのマルゾッキ製倒立式フォークなど、これまでのBMWのオートバイの設計思想から離れ、他社既存のスーパースポーツモデルに近い設計思想で開発されている。レース参戦前提のモデルということもあり、チタン製のバルブやロッカーアーム、トラクションコントロールシステム、レース仕様ABS、オートシフター、モード切替が搭載されており、レース向けフルパワー化によってゆうに190馬力を超えるなど、日本メーカーのスーパースポーツモデルを超える高性能マシンに仕上がっている。日本でもBMW Motorrad JAPANから2010年1月より販売が開始されている。
なお、2012年のロードレース世界選手権(MotoGPクラス)のレギュレーション変更に合わせるかたちで、シャーシビルダーであるスッターがこのマシンのエンジンを搭載したプライベーター向けマシンを開発している。

## モデル一覧

### 2010年
グレードは「アクティブライン」と「プレミアムライン」の2つが存在し、プレミアムラインにはレース仕様ABS、オートシフター、トラクションコントロールシステムが標準で搭載される。外見上の最大の特徴として、ヘッドライト形状が左右非対称(正面左側は丸型、右側は異型)のデザインになっていることが挙げられる。なお欧州仕様とは異なり、日本仕様では平成22年度騒音規制適合のため最高出力が115kW(156PS)に抑えられ、マフラーはアクラポビッチ製のロングマフラーに換装されている。

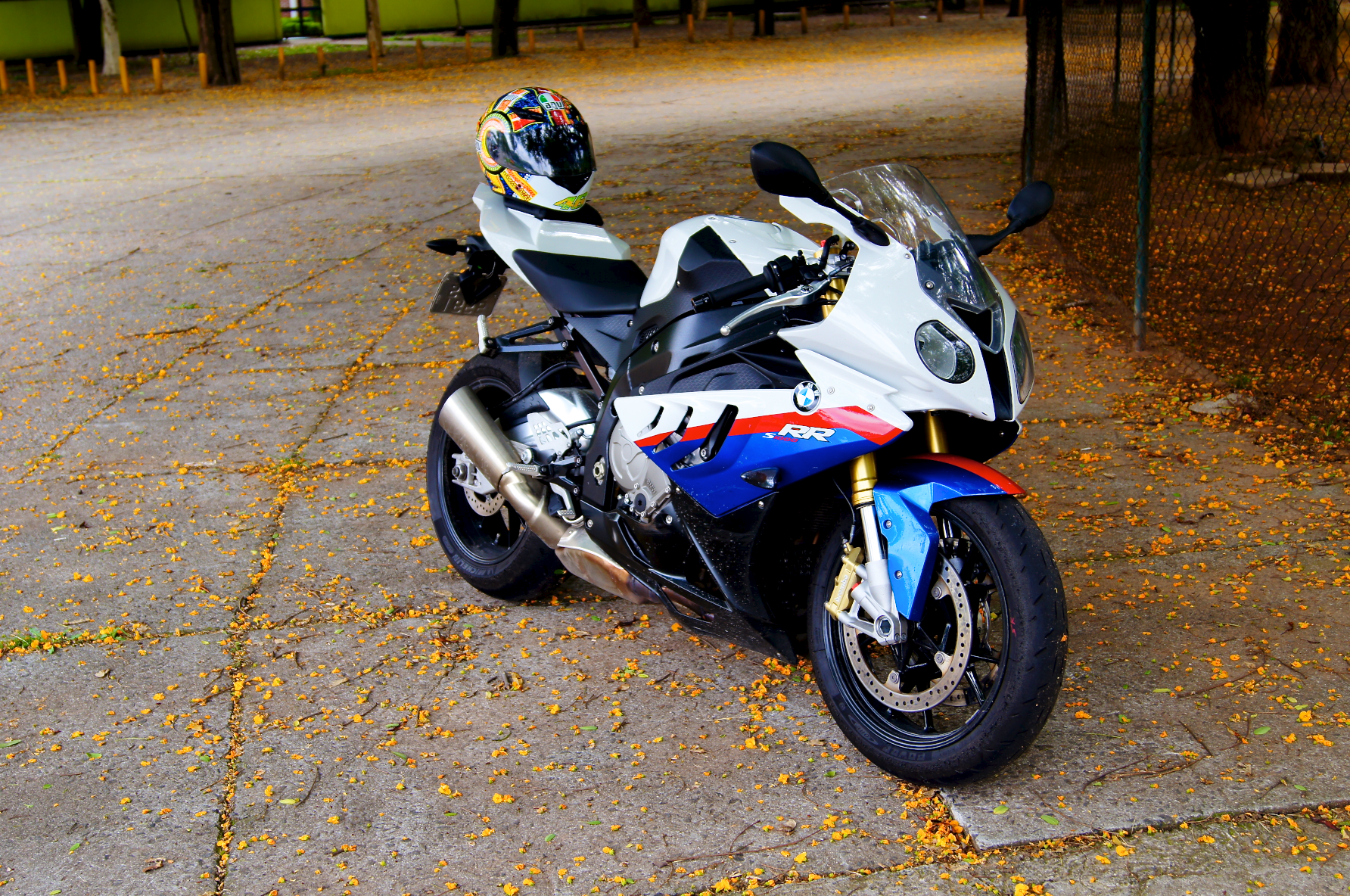
2010年モデル

出力特性を3段階で調整することができ、プレミアムラインではトラクションコントロールなどと連動して変化する。このマップ変更には隠しモードとしてスリックモードが存在し、プロダクションタイヤやスリックタイヤの使用を前提としたサーキット走行専用のモードである(コーディングプラグと呼ばれるパーツが必要となるが、購入には公道では使用しないという誓約書が必要となる上、保安部品のコネクタを取り外さないと動作しないために公道での使用は不可能であるが、アフターパーツでは保安部品を機能させつつ海外仕様と同様に最大出力を193PSまで上昇させることが可能なものもある)。

### 2012年
2012年モデルは、タコメーターのデザインの変更を受けたほか、4つのライディングモードそれぞれに新しいスロットルマップを適用し、スロットルチューブを軽量化して遊びを少なくしたことで、スロットルレスポンスを改善した。さらに、ラムエアインテークは約20%大型化し、触媒コンバーターはヘッダーパイプからエキゾーストパイプ集合部に移動した。これにより、オイルサンプのヒートシールドが不要となり、若干ではあるが軽量化を果たしている。オプションのDTC(ダイナミック・トラクション・コントロール)も改良され、ウィリーが検出されたときのスロットルのバタフライバルブの動作が滑らかになり、浮き上がった前輪への制御介入が少なくなった。
シャシーも改良され、フロントサスペンションは4mm上げられ、リアサスペンションは5mm下げられた。ホイールベースも、リアスプロケットの歯数増加により10mm近く短くなった。ステアリングヘッドの角度も修正され、フロントフォークのオフセットが2.5mm小さくなった。フォーク上部のトリプルクランプも、鍛造アルミニウム部品に変更された。加えて、サスペンションのスプリングレートとバルブが見直され、完全に圧縮・伸縮をそれぞれ調整可能なチェックバルブと、10段階で調整可能なステアリングダンパーが備わった。外装の面では、ヒールガードが変更され、テールセクションはより幅を狭めた造形になり、サイドパネルは高速域での空力特性を向上させるといわれるプラスチック製のウィングレットを備えたものとなった。また、タンク側面には新しい「RR」ロゴがデザインされた。

### 2013年
2013年の標準モデルの改良は2012年モデルよりも少なかったが、サーキット指向の派生モデルであるHP4が投入された。HP4は、ライド・バイ・ワイヤ・システムがSBKやMotoGP以外では見られないレベルにまで向上している。さらに、ダイナミック・ダンピング・コントロール(DDC)システムが装備されている。これは様々なセンサーの測定結果やスロットルの入力に基づいて、サスペンションのダンピング特性を制御することで路面状況に瞬時に適応するシステムで、量産されるバイクでは世界初である。また、空気を排気に流し込んで未燃焼の燃料を燃焼させる電子制御の干渉パイプとバルブが装備されたほか、ハンドルバーから操作可能なローンチコントロールやピットモードの機能も備えている。最高出力は144kW(196PS)から158kW(215PS)まで、いくつかの仕様国が存在する。
ブレーキにはコンバインドブレーキを導入し、スリックモードを除くすべてのモードで、ライダーがフロントブレーキをかけると、状況や速度に応じてリアブレーキに適正な制動力を配分する。また、ブレンボ製モノブロックブレーキキャリパーも改良されている。
走行性能以外では、HP4限定のカラーリングとタコメーターも特徴となっている。また、オプション設定で、カーボン製のアンダーパネル、サイドスポイラー、トリム、可倒タンデムキット、盗難防止アラームを装備したコンペティションパッケージとプレミアムパッケージも用意されている。

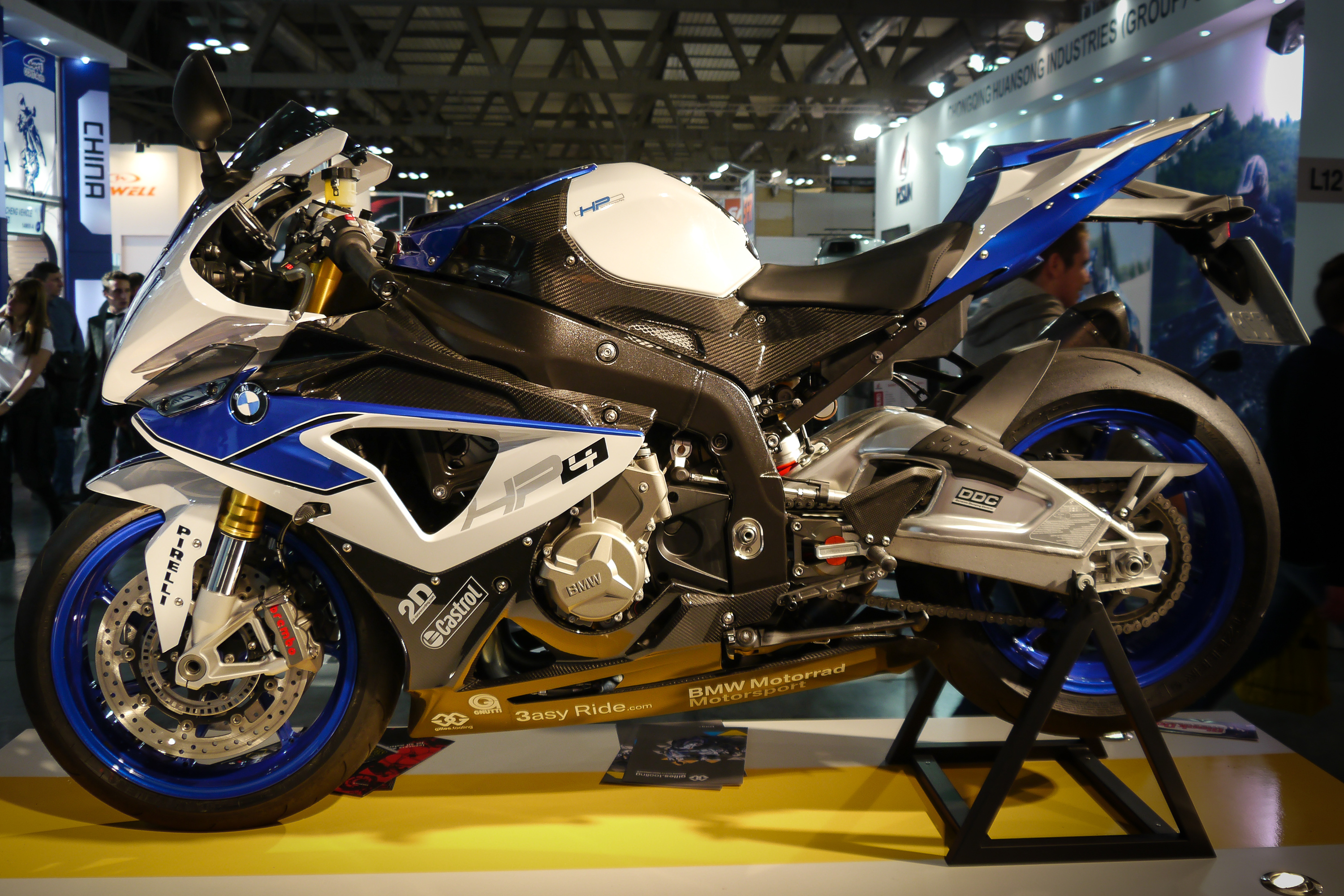
HP4

また、S1000RRをベースにしたアドベンチャーバイクであるS1000XRも発表された。

### 2014年
2014年モデルには、いくつかの小規模な改良が施され、レース用ABSが標準装備された。ハンドルバーもわずかに変更されたほか、カウルに数か所の非常に小さな変更が加えられた。HP4には大きな変更は施されず、プレミアムパッケージのオプション装備も2013年モデルと同様である。

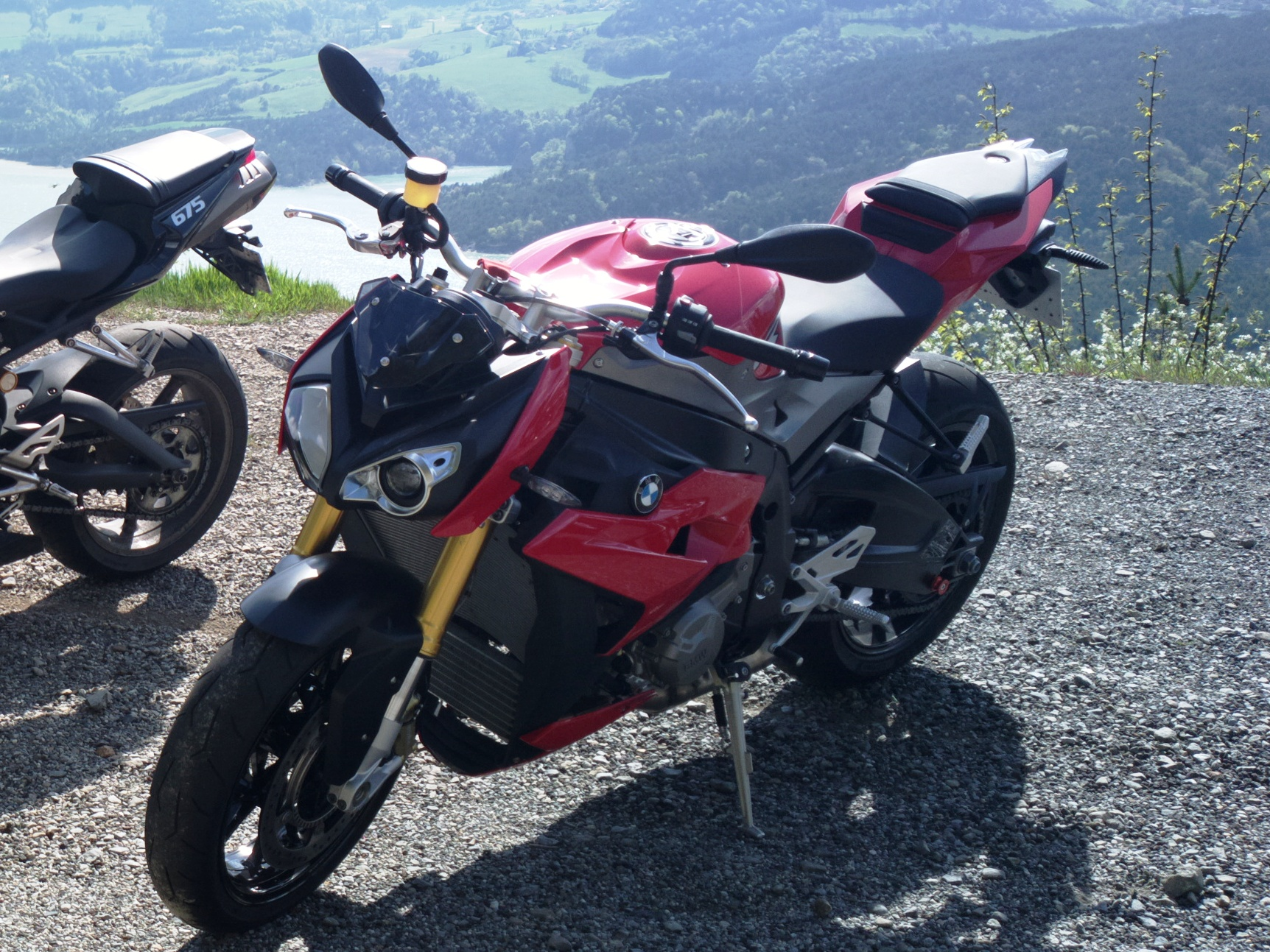
S1000R

またこの年からS1000RRをベースにネイキッドバイクであるS1000Rを発表し量産を開始した。S1000RはS1000RRとエンジン、ギアボックス、フレーム、サスペンションを共有している。エンジンはエンジンは、低中速域のパフォーマンスに最適化されており、11,000rpmで 118kW(158hp・160PS)の最大出力と11,000rpmで112N·m(83lbf·ft)の最大トルクを発揮する。

### 2015年
2015年、S1000RRには大きな改良と変更が加えられた。車両重量は4kg軽くなり、最高出力も4.4kW(6.0PS)向上し148kW(201PS)となった。これは、ポートの再設計、新型カムシャフト、より軽量なリフトバルブ、より大きなエアボックスからのより短いインテークによって実現したものである。排気系も前年のHP4をベースにしつつ、排気干渉を抑制するエキゾーストパイプや、排圧を制御して消音を行う「アコースティック・バルブ」と呼ばれる可変式のバルブが装備された。コンバインドブレーキやABS、DTC、電子制御、傾斜角センサーといった電子制御・デバイスも、これまではHP4のみの装備であったが、2015年モデルからは通常仕様にも取り入れられた。
「ダイナミックパッケージ」には、クラッチレスのシフトアップ・ダウンを可能にする「クイックシフト・アシスト・プロ」など、多くのオプションが装備されている。また、HP4にはすでに搭載されていたDDCや「Pro」ライディングモード、ローンチコントロール、調整可能なピットリミッター、クルーズコントロールを装備した「レース・パッケージ」も導入された。
電子制御の面では、前輪のリフトへの制御介入がよりスムーズなものとなった。また、ライダーがいくつかのパラメータをカスタマイズできる新しい「ユーザー」モードが追加され、ライダーが自分好みのセッティングで走行することが可能になった。
シャシーは4ピースの鋳造アルミニウムを溶接したもので、より軽量なものとなった。エンジンを32度前方に傾けて搭載し、荷重を支える要素として機能させている。ステアリングヘッドの角度は、オフセット量を変化させることなく0.5度大きくなり、66.5度となった。スイングアームのピボットポイントは3mm下げられ、ホイールベースは15mm延長されている。新たなシャシージオメトリーにより、フロントエンドと後輪からライダーが得るフィードバックが増加した。
外観の変化も大きく、特徴的な非対称ヘッドライトは、それまでとは左右逆の「左側が異型・右側が丸型」という組み合わせになった。また、カラーリングも全て変更されている。マフラーはより大型のものに変更され、カウルはより空力性能が向上し、高速走行時の安定性を高めるためダクトなどが追加された。

### 2016年
2016年1月からバイクの騒音規制が規制に対する国際協調により事実上緩和されたことから、日本仕様も本国仕様と同じようにフルパワー化され、マフラーがショート化された。

### 2017年
2017年、保安部品をすべて取り外し公道走行不可能な仕様である「HP4 Race」が追加され、750台の限定生産で販売された。

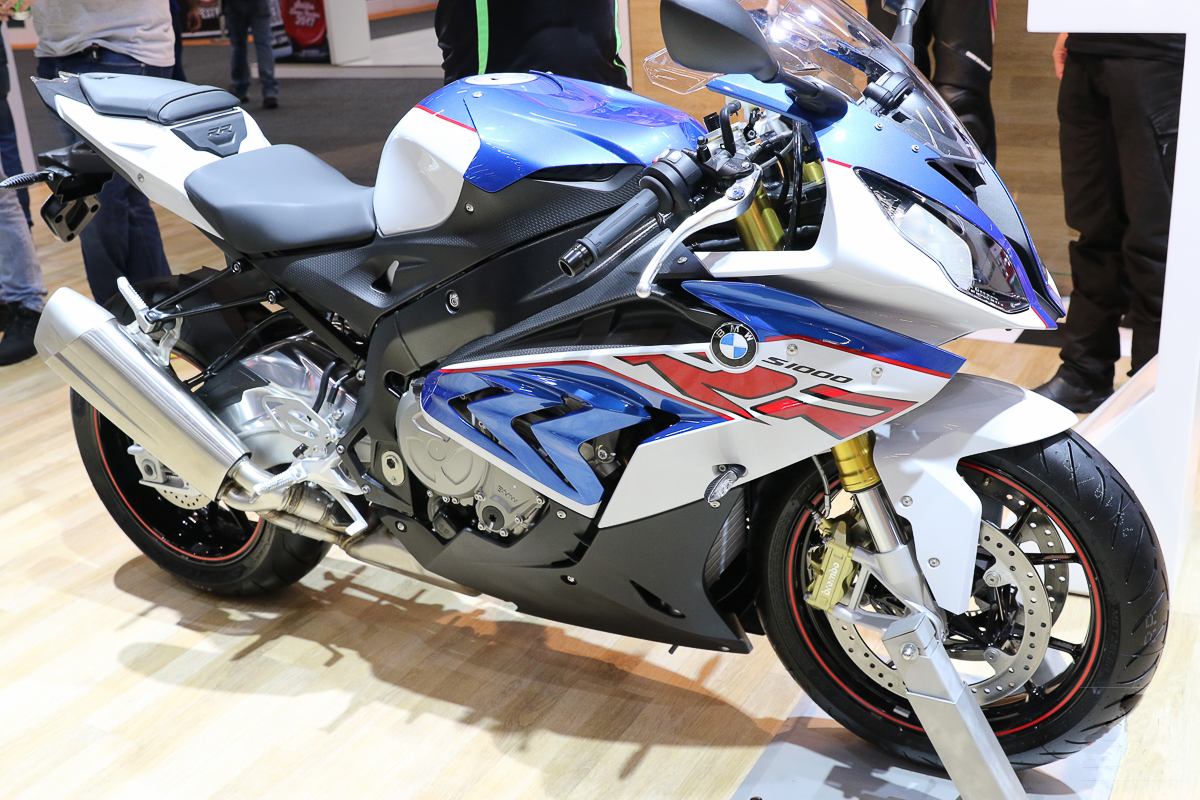
2017年モデル

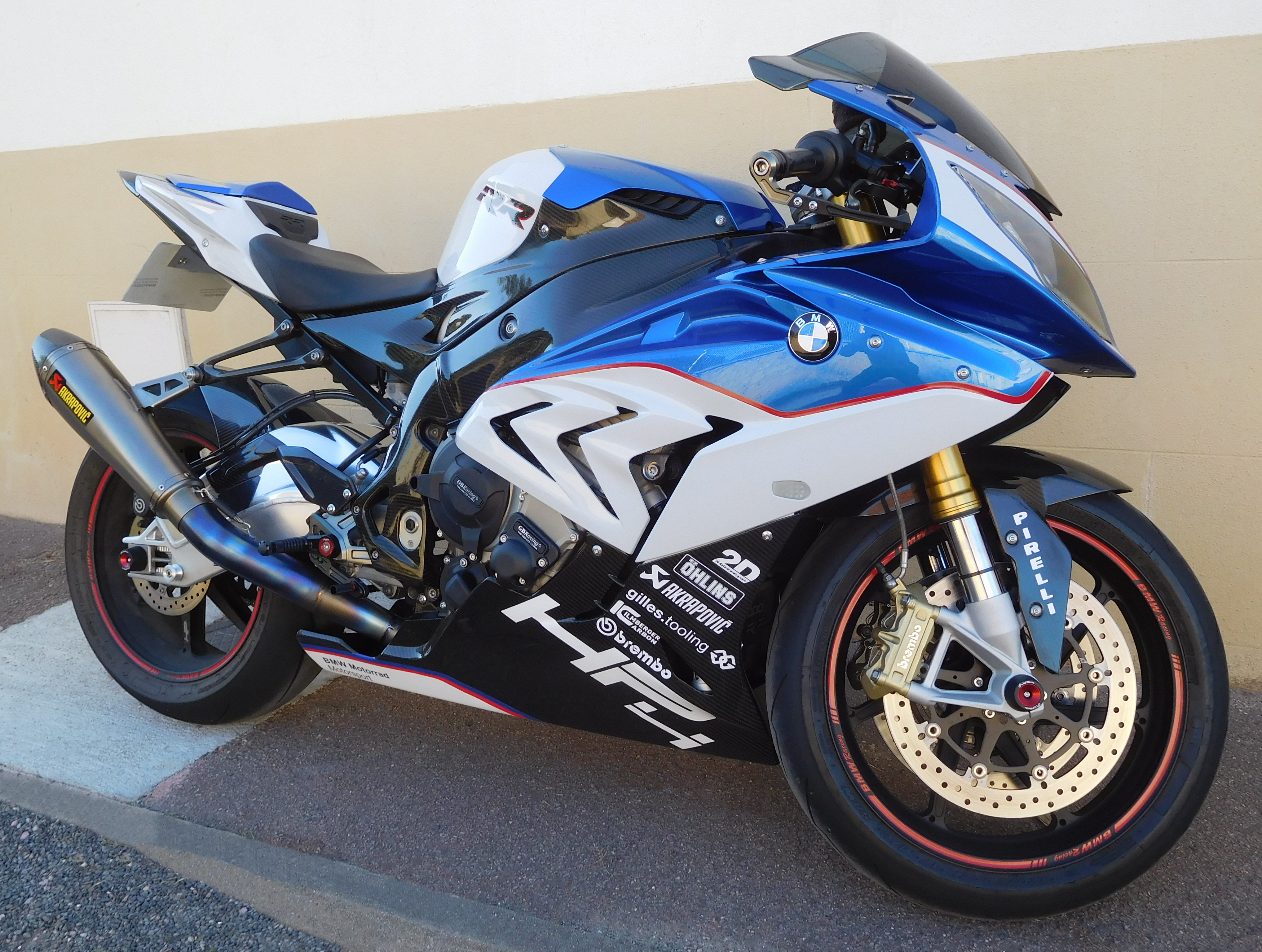
2017年モデルHP4

また兄弟車種のS1000Rもアップデートされた。新型2017年モデルでは出力が向上し、最大123kW(167PS)となり、前モデルより5kW(7PS)向上した。また、前モデルより3kg軽量された。アップグレードされたABSの導入、新型トラクションコントロールシステムの搭載、新しいエキゾーストシステムが搭載。軽量なフレームとアップグレードされた電子機器はS1000RRから引き継がれている。S1000RRと同様にクイックシフターの「Gearshift Assist Pro」を標準装備し、性能を向上させている。

### 2019年
2018年11月、イタリア・ミラノで開催されたEICMAでフルモデルチェンジ版となる2019年モデルが発表された。エンジンは完全新設計のものが搭載され、13,500rpmで152 kW(207PS、先代の最終モデルから4.5kW(6.1PS)上昇)、11,000rpmで113Nmのトルクを発生すると謳われている。この新型エンジンには、吸気側に可変バルブ機構の「ShiftCam」が採用されている(ホンダでいうところのi-VTECに相当)。ShiftCamは2つの異なるカムプロフィールを備えたカムシャフトを特定の回転数で油圧によって切り替えるシステムで、9,000rpmを境に10ミリ秒未満で低速カムと高速カムを切り替えることで、前者では低中速域のトルク増強、後者ではピークパワーの向上を可能とし、先代よりもリニアなトルクカーブを実現したとしている。また、吸気系はフロントに集中し、最適な吸気が実現されている。
出力向上とは別に、S1000RRの新たなエンジンは約4kgの軽量化とコンパクトな外部設計を実現している。これは、中空ボーリングチタンインテークバルブや、25%軽量と言われる新しいDLCロッカーアームなどの特殊部品を使用することによって達成されている。カムシャフトはクランクシャフトによって直接駆動されるようになったため、以前のアイドラーギアが不要になった。ウォーターポンプとオイルポンプは別々ではなくを一体型とすることで、コンパクトな設計に貢献している。排気系も1.28kg軽くなり、先代と比較して合計11kgの軽量化を果たし、車重は197kgとなった。
また、新たにABS Pro(コーナリングABS)、ダイナミックトラクションコントロール(DTC)とそれに伴うウィリーファンクション、シフトアシスタントプロ(クラッチ操作なしでシフトアップ/ダウンが可能)、ヒルスタートコントロール(HSC)、ローンチコントロール、ピットレーンリミッターなどのライダーの走行を支援する電子制御が装備された。プリセットのライディングモードは「レイン」、「ロード」、「ダイナミック」、「レース」の4種類で、加えてカスタムチューニングや3段階のエンジンブレーキ調整が可能な「プロ」の3つのモードがある。
シャシーも刷新されており、軽量化とハンドリング向上に注力している。アルミニウム製のペリメータフレームは1.28kg軽量化され、幅も13mm縮小されている。俊敏性の向上に重点を置き、ステアリングヘッドの角度は66.9度と急になった。また、ホイールベースは9mm伸びている。
フロントサスペンションは従来の太さ46mmからわずかに細くなった45mmの倒立式テレスコピックフォークで、フレックスとミッドコーナーの感触の最適化が目指されている。セミアクティブサスペンションのBMWダイナミックダンピングコントロール(DDC)は、減衰力設定がアップデートされ、引き続きオプションとして設定されている。
デザイン面では、燃料タンクとシートがよりスリムなものとなっているほか、フロントカウルも幅を狭めて空力特性を向上させている。ヘッドライトはLEDを採用。それまでの左右非対称形状から左右対称形状に変更された。また、メーターには6.5インチのTFTディスプレイが使用され、4つのプリセット設定が可能になっている。

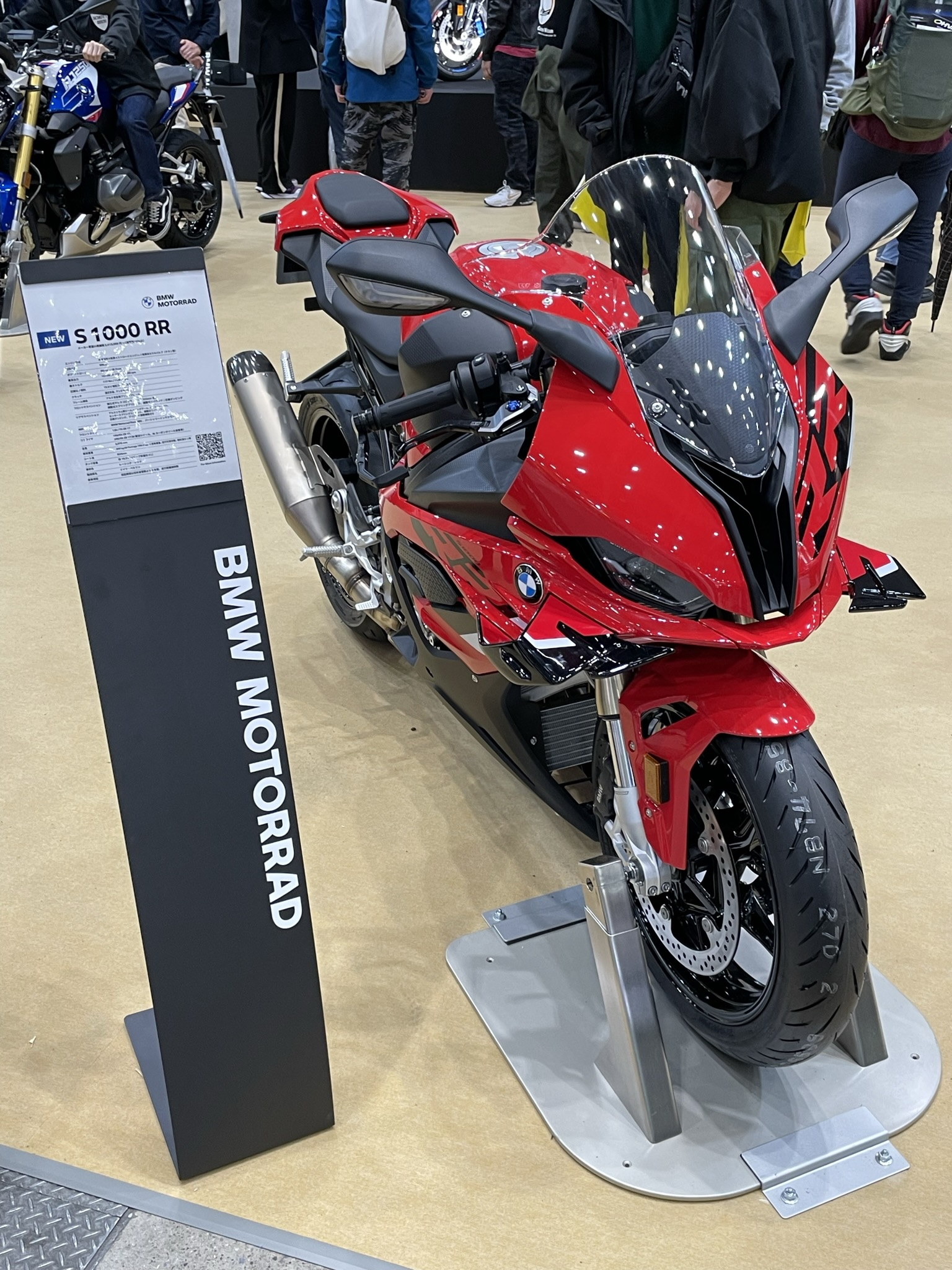
2023年モデルS1000RR

また、BMWのバイクでは初となる「M」の名を冠した「Mパッケージ」が設定された。外装はBMWのモータースポーツ活動で伝統的に用いられてきた白・青・赤の3色に塗装され、カーボンファイバー製のホイール、軽量バッテリー、リアのライドハイト調整とスイングアーム・ピボットを備えたシャーシ、スポーツシート、および「Pro」ライディングモードを装備している。また、車重は通常モデルより3.5kg軽い193.5kgまで軽量化されている。

## M1000RR

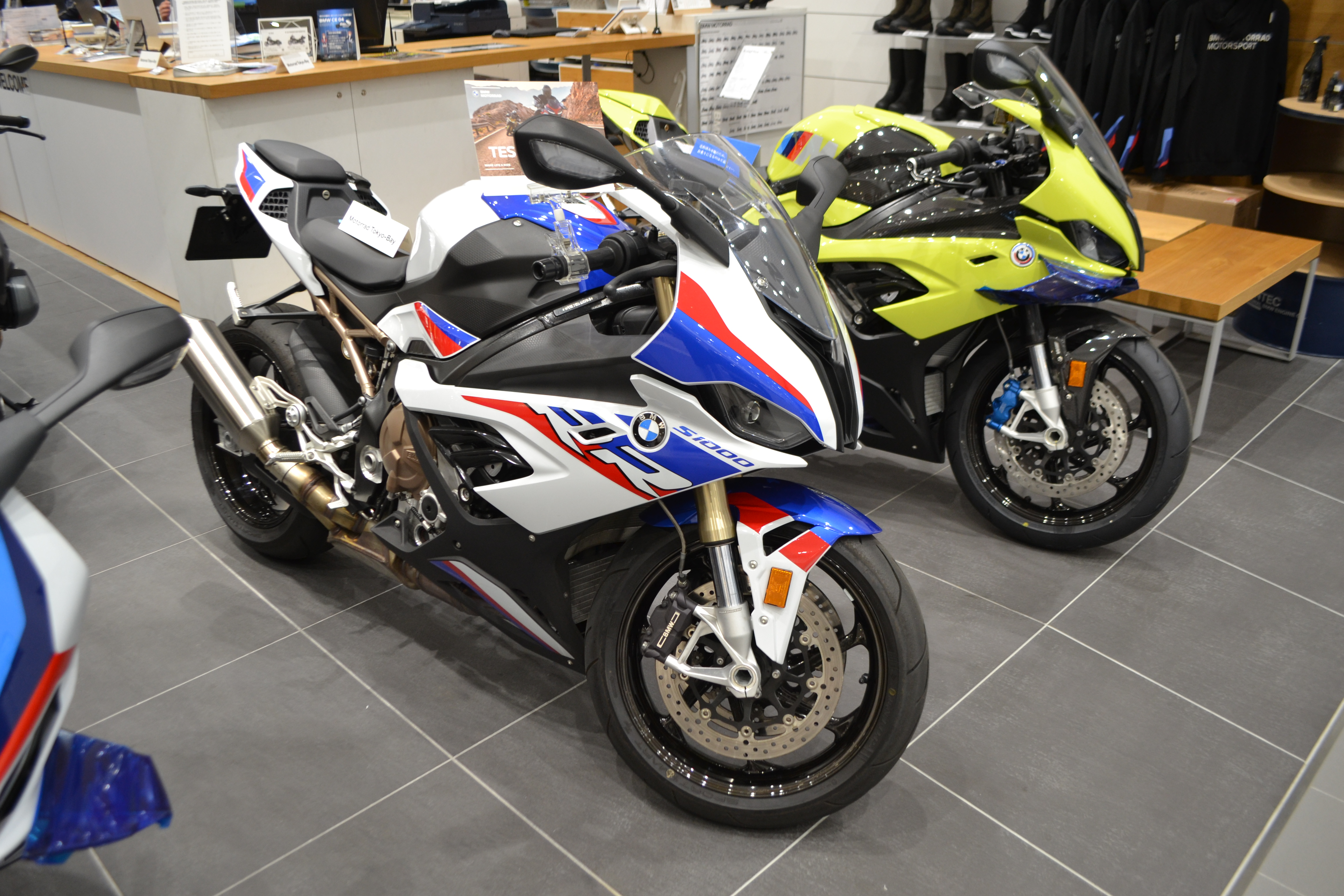
手前側がS1000RR、奥側がM1000RR

S1000RRのより高性能な仕様となるM1000RRは、レース車両のベースとなることを前提として2020年9月に発表された。ただし、公道の走行も可能となっている。BMWのバイクとしては初めて、同社の高性能モデルを象徴する「M」が車名に冠された。カウルには、ダウンフォースを増加させるウイングレットがBMWのオートバイで初めて取り付けられた。

### 2022年
2022年9月30日に発表されたS1000RRには、Mパッケージ、スタイルパッション、ブラックストームメタリックの3つのバリエーションが設定された。 
マイナーチェンジの内容は次のとおり。
- エアロダイナミクスを向上させた新しいフロントデザイン
- ウィンドスクリーンの高さ延長
- ブレーキスライドアシストとスライドコントロールを備えた新しいステアリング角度センサー
- Mコンポーネントの統合、電子制御の改善
- ショートナンバープレートホルダー
- タンデムシート席用カバー
- TFTディスプレイをアップデート
- 210馬力

Mパッケージには以下が含まれる。
- ライトホワイト/Mモータースポーツ専用塗装
- 最適なサポート力を発揮するMスポーツシート
- Mレースカバーキット(後部座席用)
- 重量を最適化したMカーボンホイールとMグラフィックス、または代替のM鍛造アルミホイール
- 高速走行時のダウンフォースを増加させる改良型Mウィングレット
- Mブレーキシステム(NISSIN製)
- ブレーキ・クラッチペダル及びステップにCNCフライス加工部品

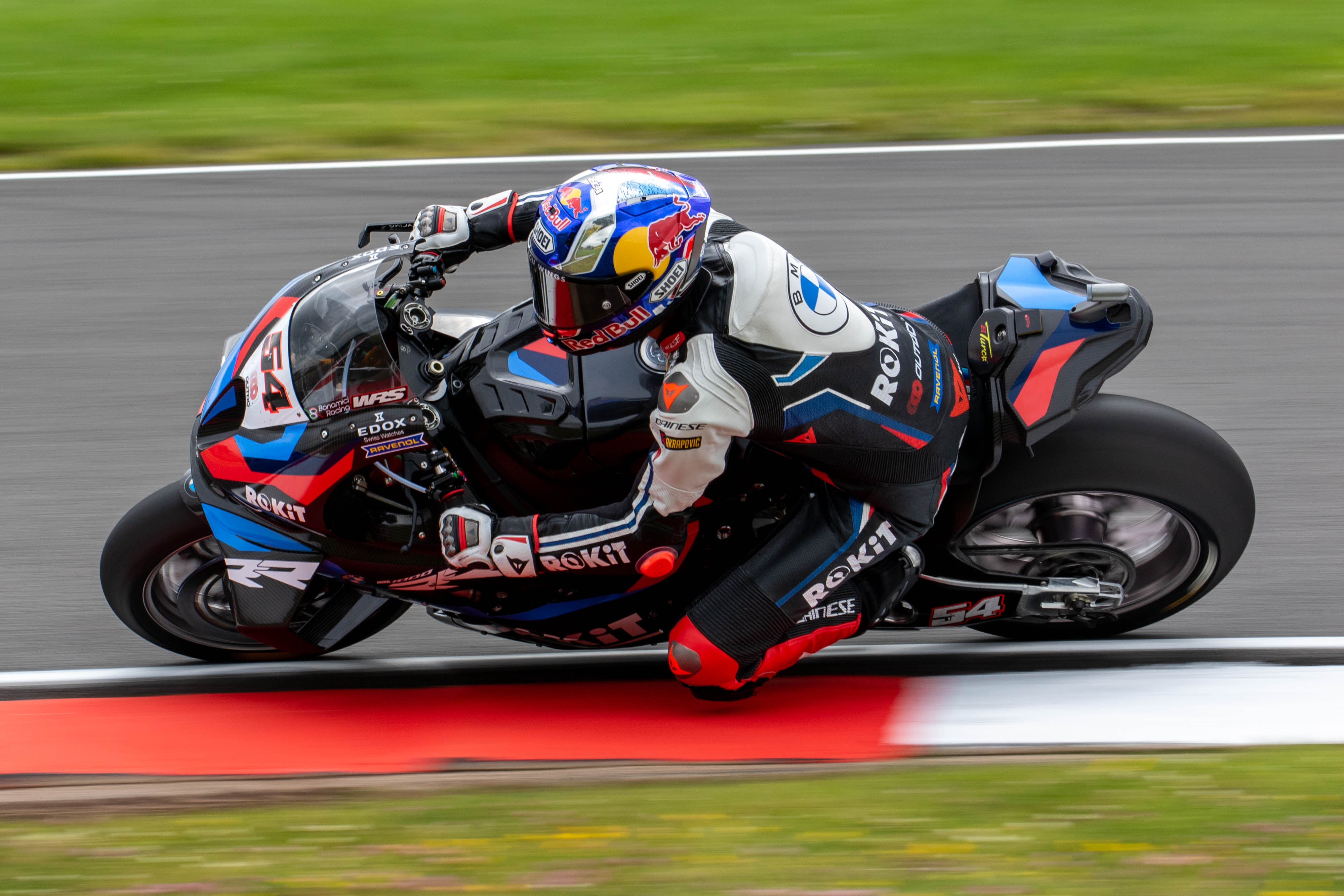
2024年モデルM1000RR

### 2024年
2024年10月にビッグマイナーチェンジモデルが発表された。
- 排出ガス規制Euro5+対応
- エンジン出力向上
- 電子制御システムの変更
- 新たにデザインされたフロントフェアリング
  - 新しく構築されたMウィングレット3.0を装備
- エンジンマウント設計変更

## M1000R
2022年10月12日発表

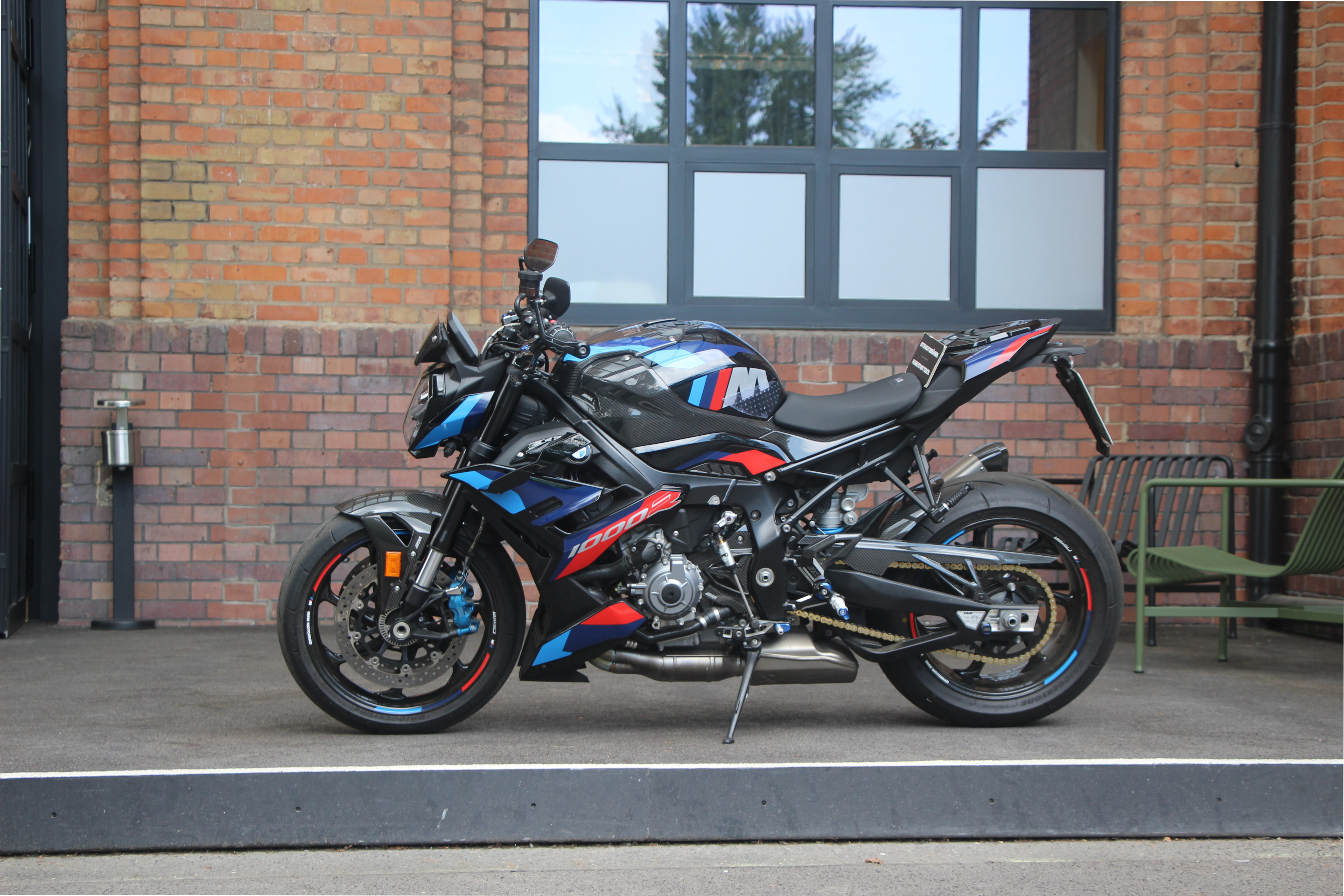
M1000R

ネイキッドモデルとしては初となるMモデルでありM1000RRに続く第2弾のMモデルである。位置づけとしてはS1000Rの上位モデルとされておりS1000Rでは可変バルブタイミング機構の「ShiftCAM」は非搭載であったが本モデルでは2022年モデルS1000RRと同じエンジンが搭載されておりそのため「ShiftCAM」が搭載されている。S1000Rでは165HPだった最高出力が、本モデルでは210HPというS1000RRと変わらない出力となっている。空力特性を向上させるため、スーパースポーツのようなウイングレットが新たに装着されたことなどがS1000Rからの変更点となっている。

## ロードレース

### レース仕様
スーパーバイク世界選手権で使用されるS1000RRは、市販仕様とはいくつかの点が異なる。最大の違いは、車重が市販仕様の207.7kgから162kgまで軽量化されていることである。加えて、エンジンの圧縮比は13.0:1から14.0:1へと上げられ、14,000rpmで150kW(204PS)以上を発生する。また、市販仕様のザックス製フォークの太さは46mmであるが、レース仕様は太さ44mmのオーリンズ 製フォークを採用している。タイヤは、2012年までは前輪に16.5インチ、後輪に16インチを使用していたが、2013年のスーパーバイク世界選手権ではレギュレーションの変更に伴い17インチに変更された。また、MRAレーシングのダブルバブル形状のフロントスクリーンが装備されていた。

## 画像

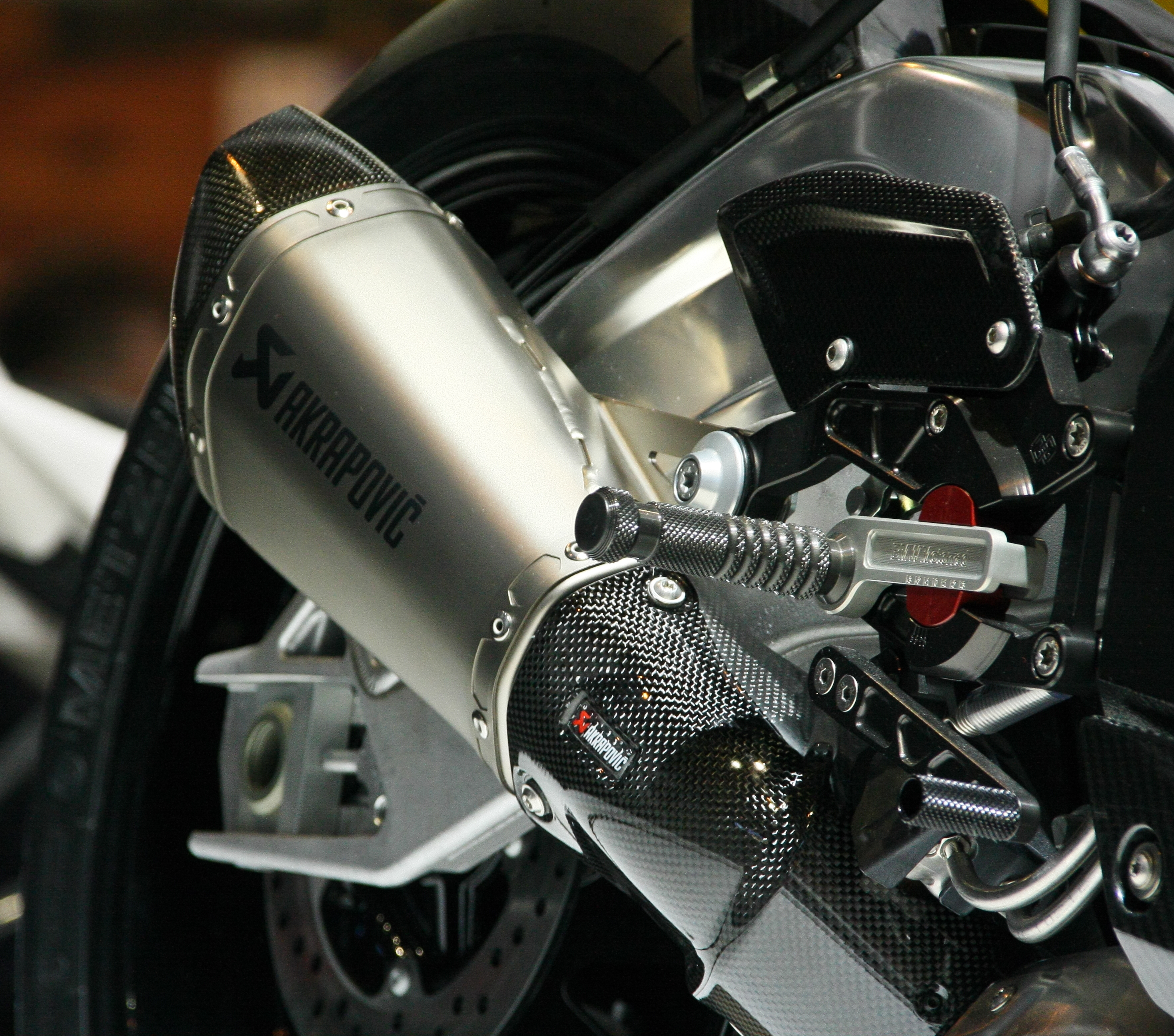
アクラポビッチ製サイレンサー
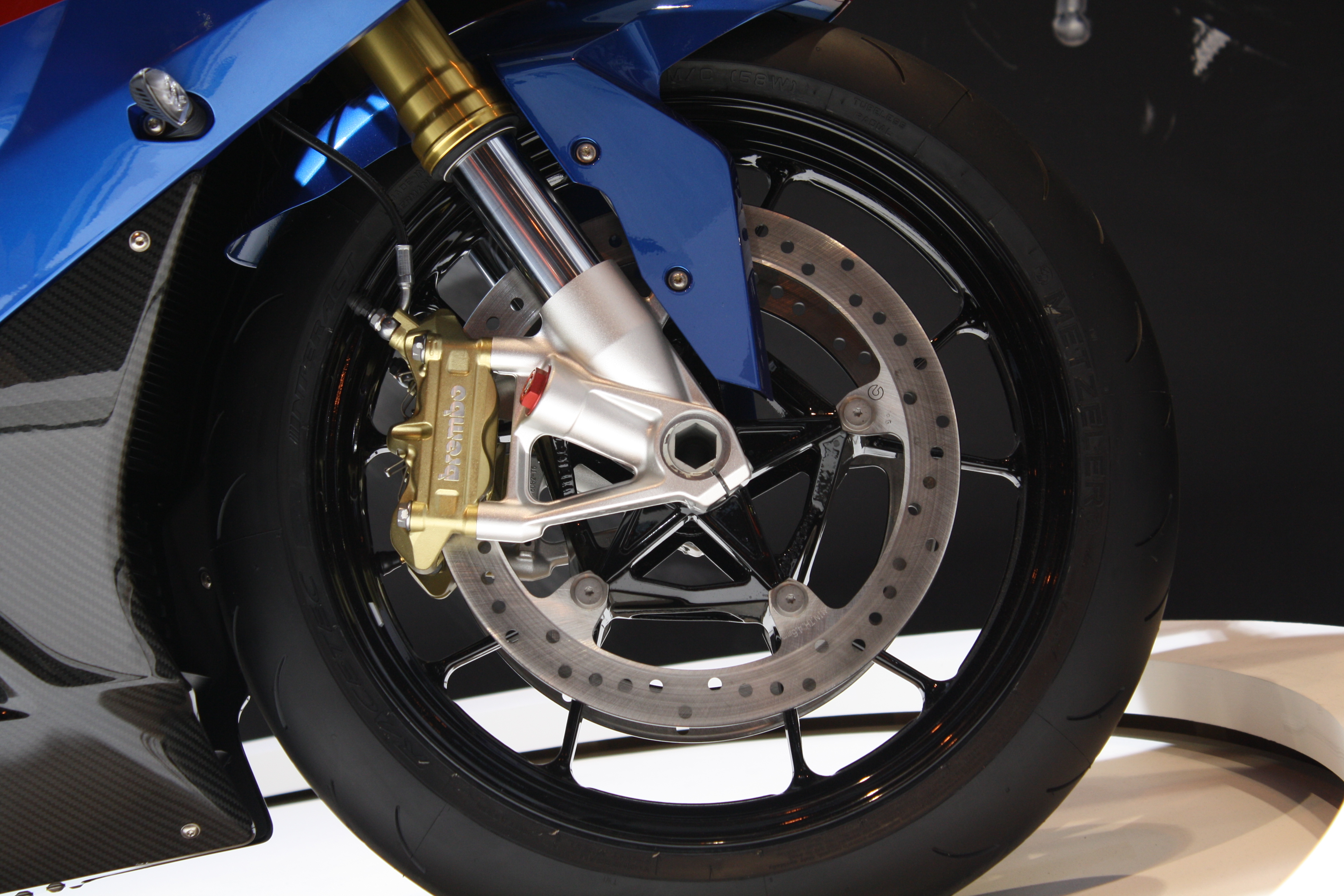
フロントブレーキ
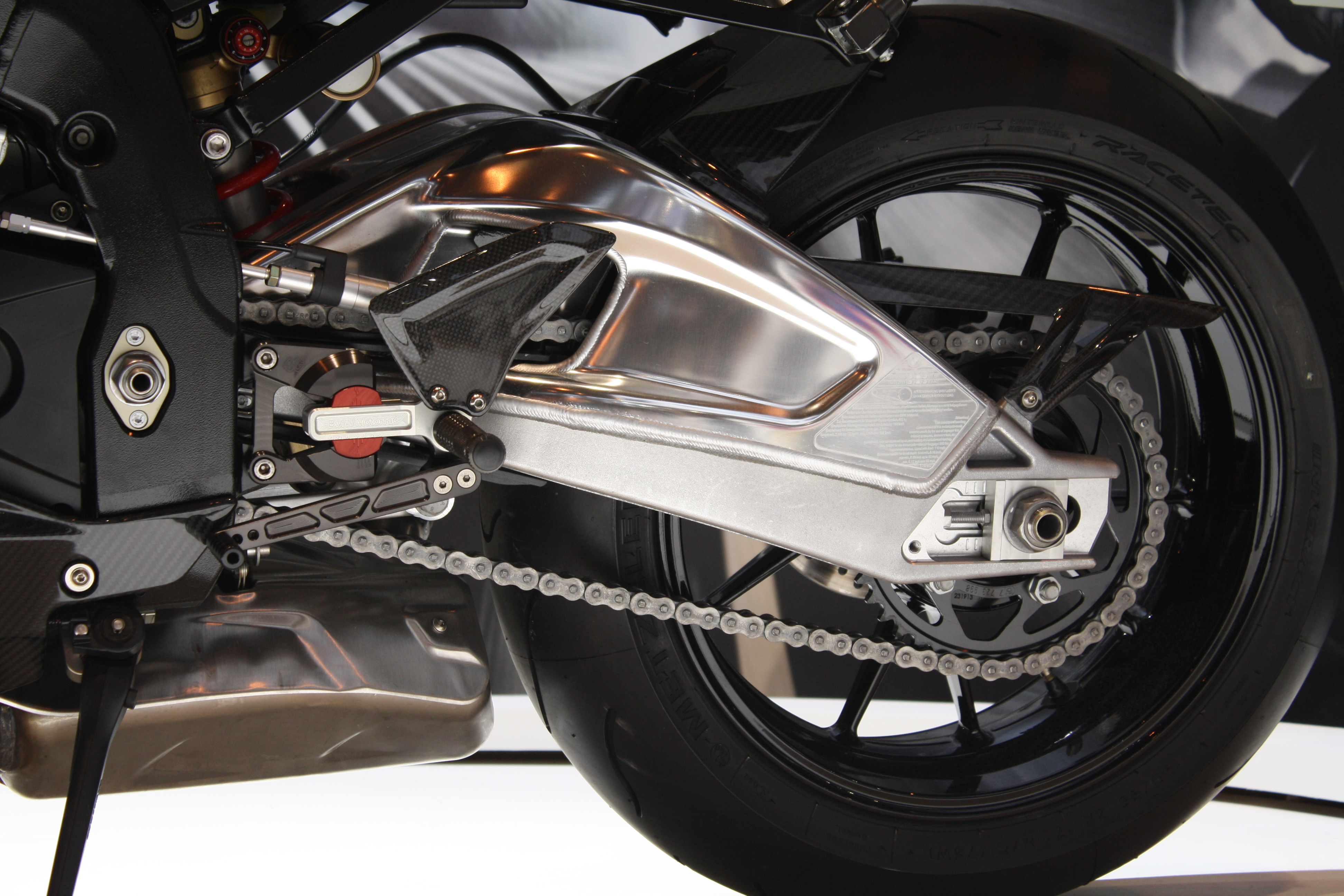
スイングアーム
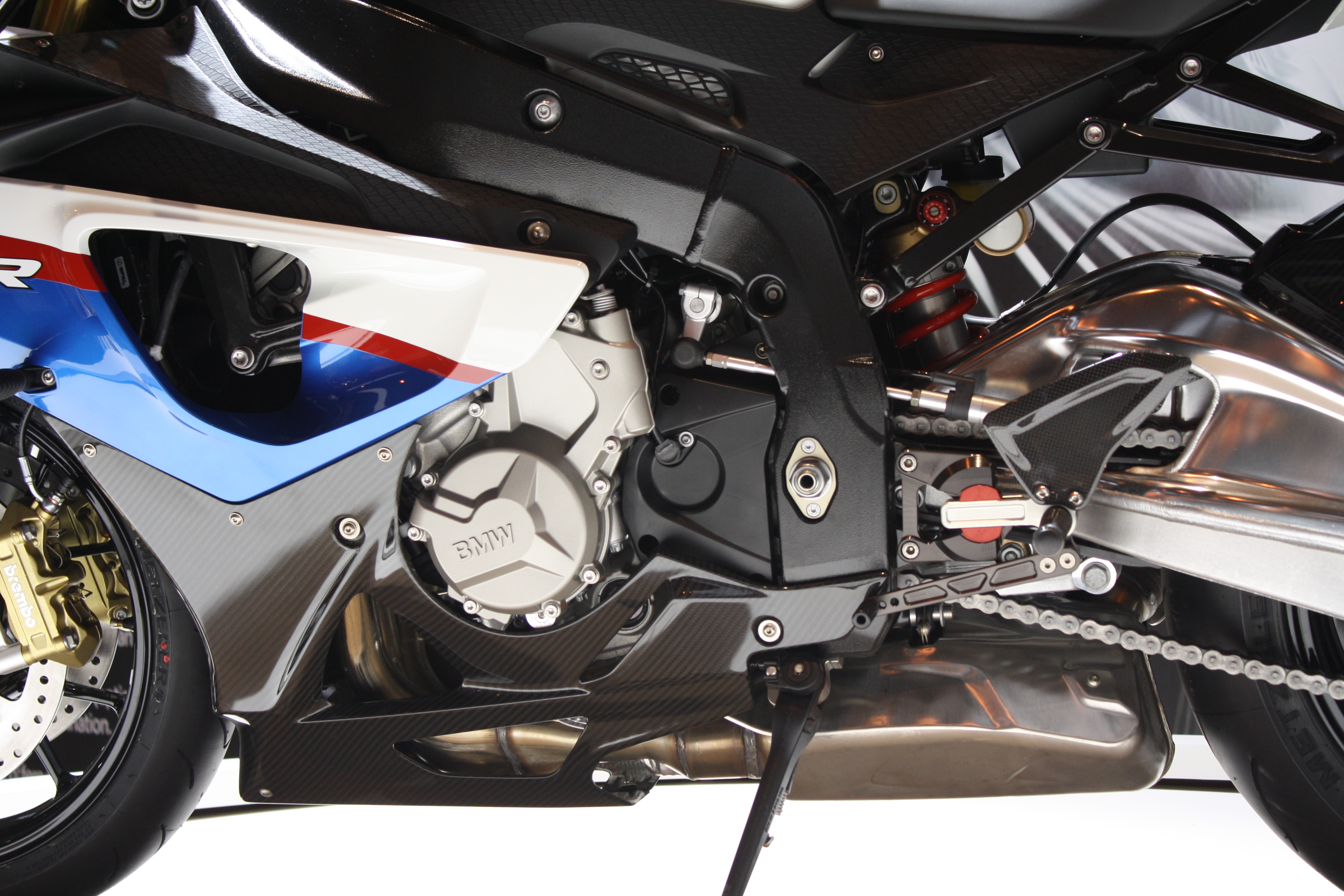
シフトペダル
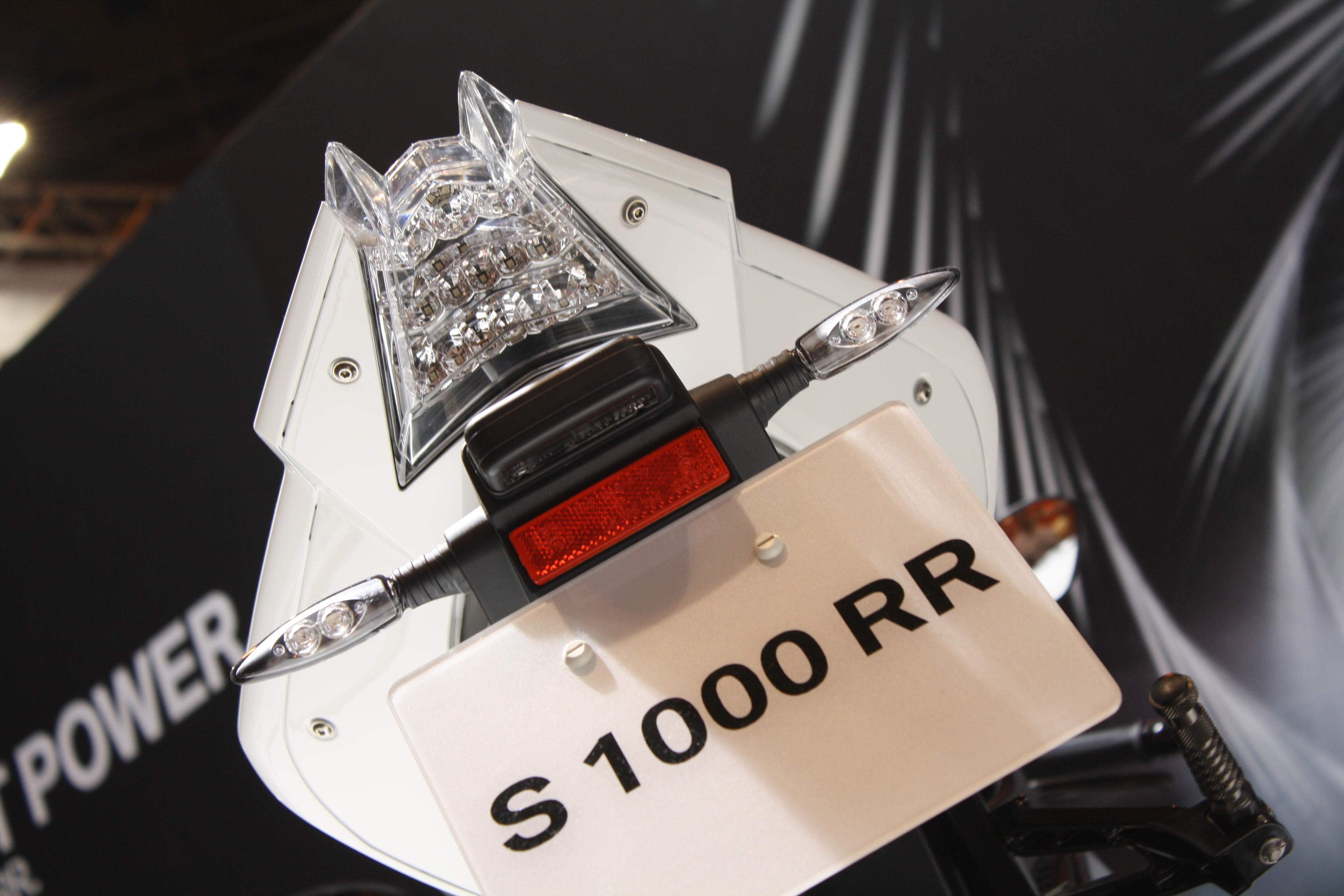
テールランプ
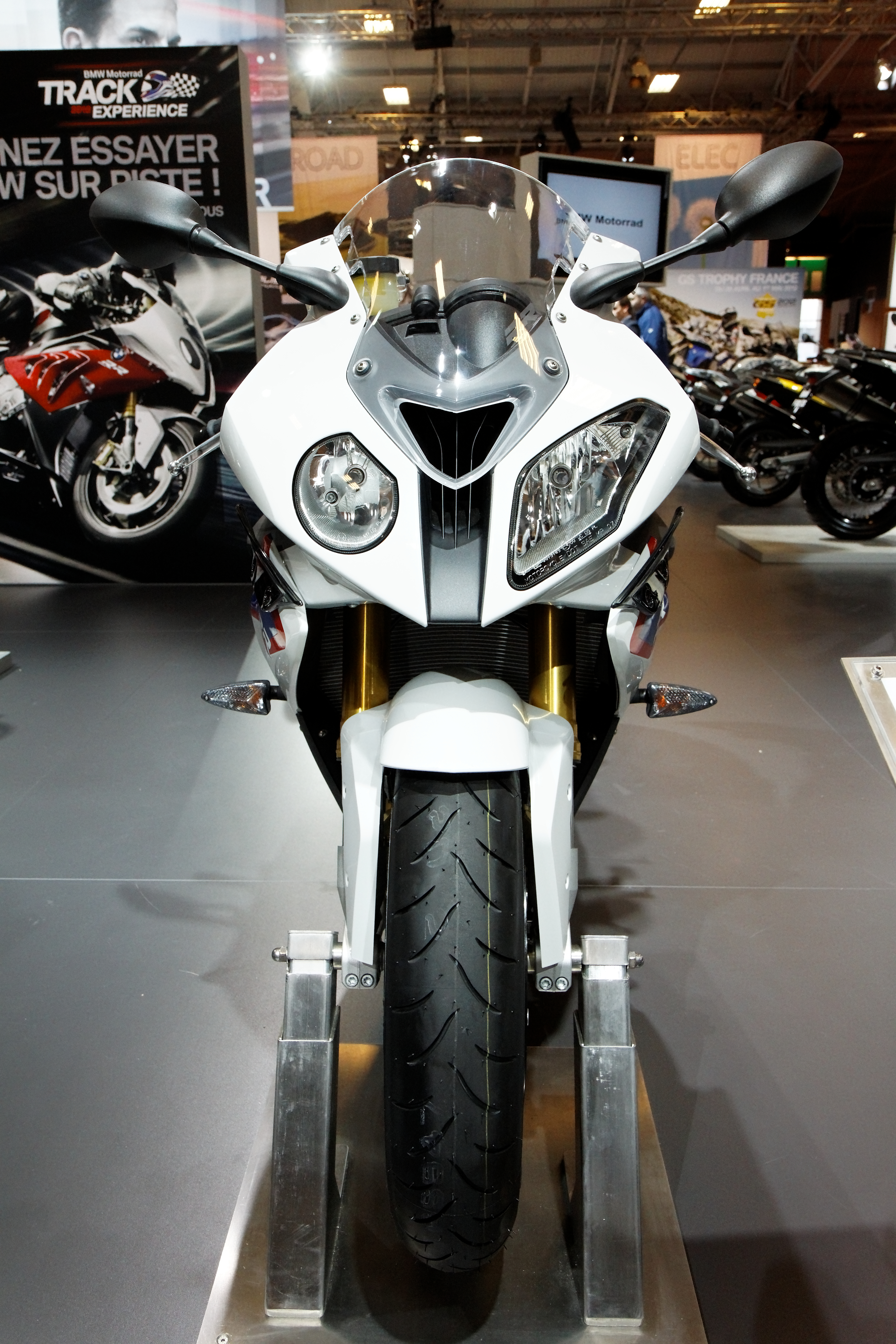
フロントビュー